# Gonaxis vosseleri
Gonaxis vosseleri é uma espécie de gastrópode da família Streptaxidae.
É endémica da Tanzânia.